# 中岡慎太郎
中岡慎太郎（日语：／ Nakaoka Shintarō，1838年5月6日—1867年12月12日）日本幕末的維新志士，陸援隊隊長。初名光次，後更名道正，號遠山、迂山，假名為石川清之助（誠之助）。明治24年追贈正四位。

## 生涯
為土佐国安藝郡北川鄉柏木村（今高知縣安藝郡北川村柏木）北川鄉的鄉長中岡小傳次的長男。進入武市瑞山（半平太）的道場，文久元年（1861年）加入由武市所組成的土佐勤皇黨，開始他真正的志士活動。
文久2年（1862年），拜訪長州藩的俊傑久坂玄瑞、山縣半藏和松代藩的佐久間象山，談論国防、政治改革等議題，大大提高了中岡的意識。
文久3年（1863年），在京都「八月十八日政變」後，土佐藩内也開始對尊王攘夷的活動強力鎮壓，於是中岡迅速的脫藩，同年9月流亡到長州藩的三田尻（現防府市）。成為以後在長州藩內有著同樣遭遇的志士們的統一協調人。同時他也成為流落到三田尻的公卿三條實美的隨臣並且擔任長州和各地志士聯繫的重要聯絡人。
元治元年（1864年），以石川誠之助的名字上洛。企圖暗殺薩摩藩的島津久光但未能成功，同時又率領那些脫藩志士在禁門之變、下關戰爭與長州藩一起作戰，並因此負傷。

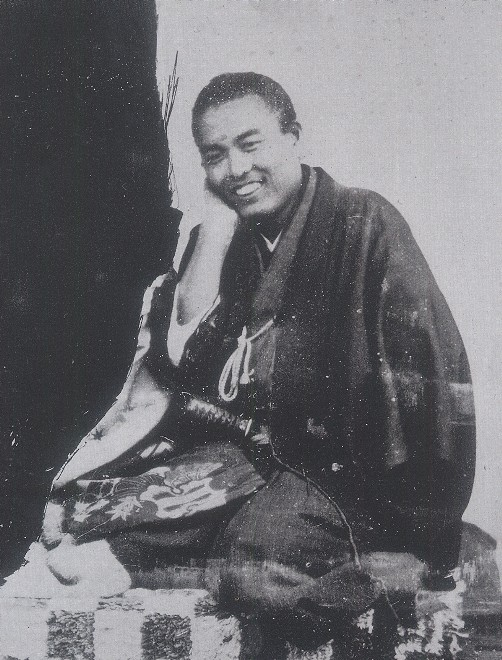
中岡慎太郎肖像，攝於1866年11月24日

在看到長州藩獲冤、各地雄藩有害無益的對立以及志士們紛紛受到壓迫後，中岡把自己的活動方針從尊皇攘夷論發展成聯合各地雄藩以武力來倒幕論。然後開始展開了要讓長州藩的桂小五郎和薩摩藩的西鄉吉之助會合以締結薩長同盟的第一悲願活動。中岡與三條實美一起一邊和脫藩志士聯絡一邊做他們的統一協調人並且在長州和薩摩的志士們之間來往，另外說服海援隊的坂本龍馬和三條的隨臣土方楠左衛門他們加入這場活動，終於在慶應2年（1866年）1月21日，京都的二本松薩摩藩邸裡薩長藩彼此和解並且正式締結薩長同盟。
慶應3年（1867年）2月，和同志坂本龍馬一起被土佐藩赦免脱藩罪。之後為了薩土同盟而開始奔走，首先在5月21日（旧暦），讓土佐的乾退助和薩摩的小松帶刀、西郷吉之助之間成功締結以倒幕為主的「薩土密約」。
接著中岡展開了要讓土佐藩真正地加入倒幕運動的活動。6月22日（旧暦），在京都三本木料亭「吉田屋」，薩摩的小松帶刀、大久保一藏、西郷吉之助、土佐的寺村道成、後藤象二郎、乾退助、福岡藤次、石川誠之助（中岡）、才谷梅太郎（坂本龍馬）等人締結以倒幕和王政復古為主的薩土同盟。

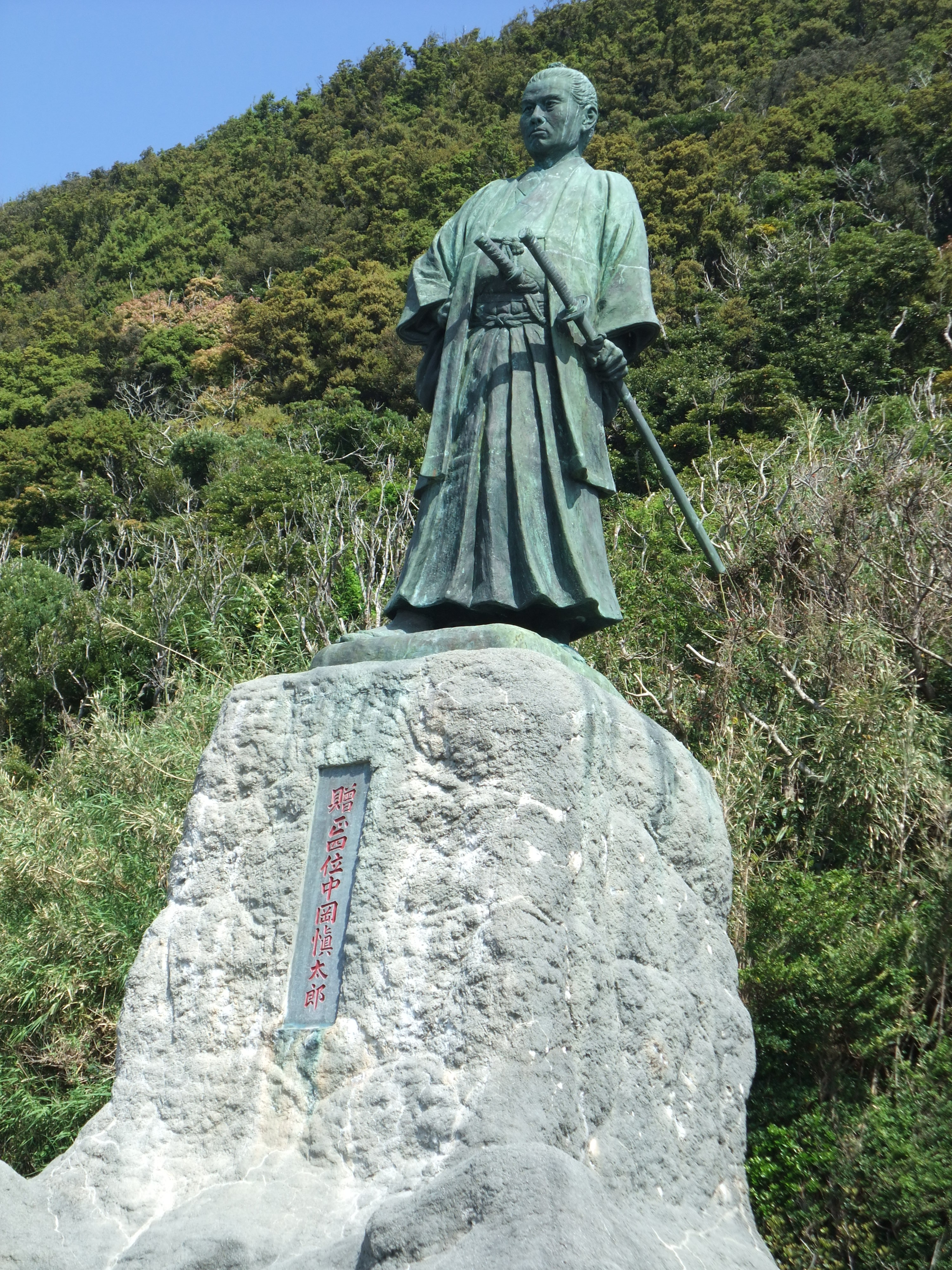
室戸岬的中岡慎太郎雕像

這個薩土盟約，更加大力地推進了雄藩間的聯合，同年6月26日，長州藩的鄰藩安藝藩加入了「薩土藝三藩約定書」擴大發展了整個活動。但是由於薩土同盟、薩土藝同盟的土佐藩和安藝藩推出大政奉還建議書和山内容堂對於徳川家強烈的「恩德」意識，使得他們不能在隔年1月的鳥羽伏見之戰中對薩長官軍有真正的實質幫助。
然而作為慎太郎和龍馬辛苦締結的軍事同盟，成為改革土佐藩內老舊兵制的契機，讓土佐能在戊辰戰爭中和薩摩、長州、肥前一起成為倒幕的主要勢力。然後同時也讓他們為了描繪倒幕後的政治而不得不意識到要如何去改革封建制和幕藩體制，所以使得土佐藩比起其他諸藩必須更早推動藩政的改革並且讓這些土佐出身的人和薩摩、長州、肥前出身的人同様成為領導幕末和明治時期的政治勢力。
7月，中岡以長州的奇兵隊為參考組成了一個組織陸援隊而且希望以這個組織和龍馬的海援隊相互支援，然後自己擔任隊長並且以白川土佐藩邸為陸援隊根據地。這時中岡也著眼於討幕和攘夷的「時勢論」。
11月15日（旧暦），在前往京都近江屋訪問坂本龍馬時，遭到攻擊並且身負重傷（近江屋事件）。龍馬當場死亡，中岡多存活兩天，而他對谷干城等人詳細說明當時受襲的狀況並且大大稱讚那些刺客，11月17日死去，得年30。
其墓所位於京都市東山區的京都靈山護国神社。在高知縣室戶市海邊室戶岬立了他的銅像。一般認為這個銅像是向著在高知市桂濱的坂本龍馬銅像。

## 其它
- 在近江屋和坂本龍馬一起被偷襲，沒有立即死去，多活了二天，說刺客是一邊喊著「渾球」一邊攻擊他們。據說中岡遇襲後說過想吃烤飯糰。
- 留有「今日低賤之物，明日或許成為珍貴之物。是小人還是君子，自然會留在人們的心中」這句話。
- 2000年在美國所發行介紹日本的「JAPAN」一書，错把坂本龍馬的銅像當作中岡來介紹。
- 在許多以坂本龍馬為中心所描寫的電視劇或小說中關於薩長連合、薩土密約、大政奉還等事件，有討論說究竟這些構想和行動的真正主角是誰，實際上也有歷史學家認為就是中岡的見解。另外中岡對於龍馬的西洋民主思想理解到什麼程度，今天依然不明。

## 登場作品
小說

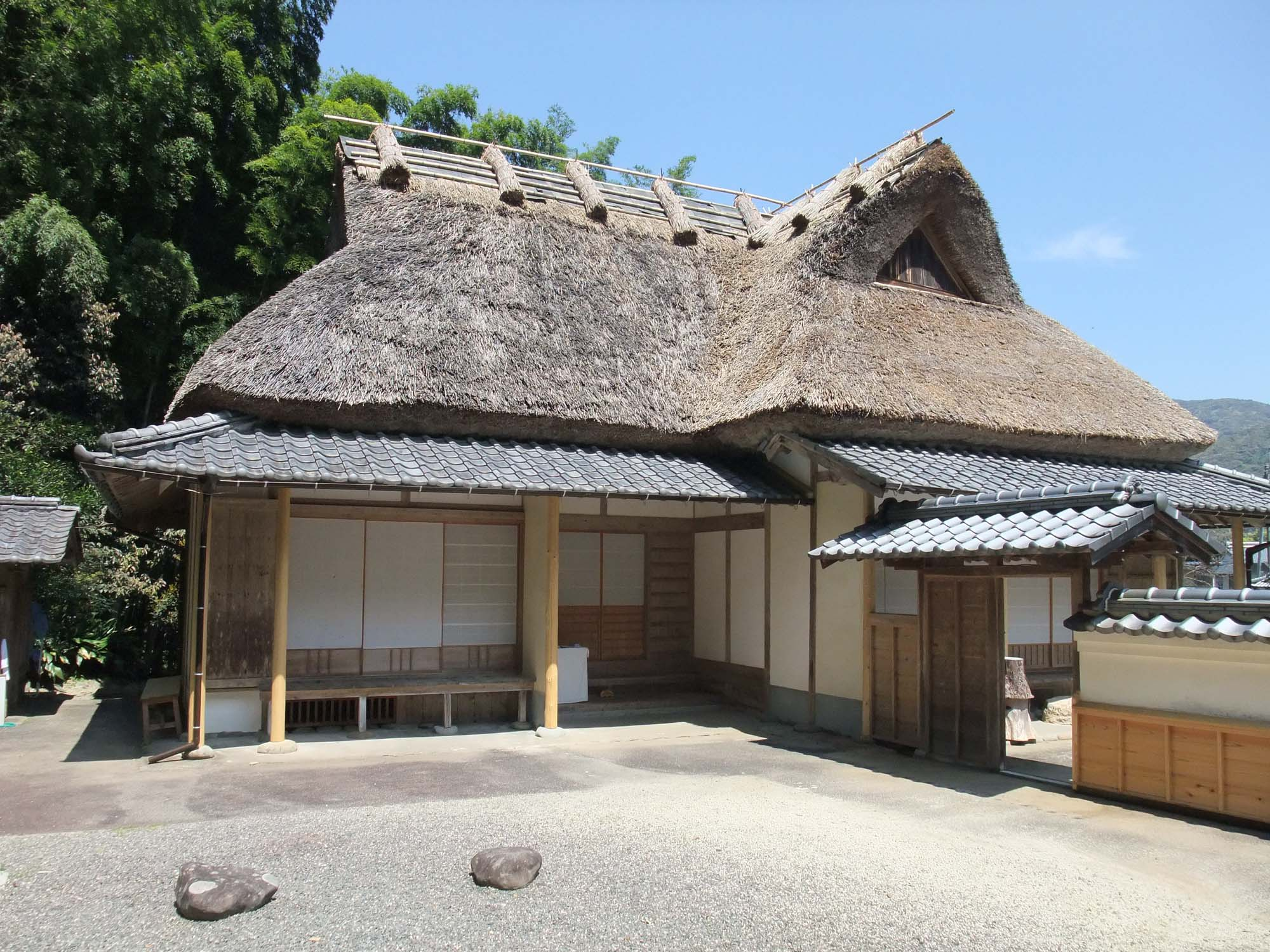
中岡慎太郎的出生地 高知縣安藝郡北川村柏木

- 中岡慎太郎（PHP研究所、宮地佐一郎（日语：宮地佐一郎）著）
- 中岡慎太郎（光風社出版、嶋岡晨（日语：嶋岡晨）著）
- 中岡慎太郎（講談社、堀和久（日语：堀和久）著）
- 草莽無賴（朝日新聞社、福田善之（日语：福田善之）著）
- 龍馬來了（文藝春秋、司馬遼太郎著）

影視劇
- 維新之曲（日语：維新の曲）（1942年、大映、演：羅門光三郎）
- 幕末（1964年、TBS、演：穗高稔（日语：穂高稔））
- 龍馬來了（日语：竜馬がゆく (1965年のテレビドラマ)）（1965年、MBS、演：工藤堅太郎）
- 龍馬來了（1968年、NHK大河劇、演：新克利）
- 幕末（1970年、東寶、演：仲代達矢）
- 天皇的世紀（日语：天皇の世紀#第一部（テレビドラマ））（1971年、ABC、演：石山律（日语：石山輝夫））
- 勝海舟（日语：勝海舟 (NHK大河ドラマ)）（1974年、NHK大河劇、演：高津住男）
- 龍馬暗殺（日语：竜馬暗殺）（1974年、ATG、演：石橋蓮司）
- 花神（日语：花神 (NHK大河ドラマ)）（1977年、NHK大河劇、演：横光克彦）
- 浮浪雲（日语：浮浪雲#テレビドラマ）（1978年、ANB、演：北村總一朗（日语：北村総一朗））
- 俺們的明日（1980年、NTV、演：勝野洋）
- 幕末青春塗鴉：坂本龍馬（日语：幕末青春グラフィティ 坂本竜馬）（1982年、NTV、演：風間杜夫）
- 龍馬來了（日语：竜馬がゆく#1982年版）（1982年、TX、演：中村嘉葎雄）
- 壬生戀歌（日语：壬生の恋歌）（1983年、NHK、演：伊庭剛）
- 服部半藏 影之軍團（日语：服部半蔵 影の軍団#影の軍団IV）（1985年、KTV、演：水上保廣（日语：水上保広））
- 白虎隊（日语：白虎隊 (1986年のテレビドラマ)）（1986年、NTV、演：木之元亮）
- 高爾夫黎明之前（日语：ゴルフ夜明け前）（1987年、東寶、演：武野功雄）
- 斬殺龍馬的男人（日语：竜馬を斬った男#映画）（1987年、松竹、片桐龍次（日语：片桐竜次））
- 坂本龍馬（日语：坂本龍馬 (テレビドラマ)）（1989年、TBS、演：美木良介）
- 勝海舟（日语：勝海舟 (1990年のテレビドラマ)）（1990年、NTV、演：武井三二）
- 宛如飛翔（1990年、NHK大河劇、演：古山忠良）
- 龍馬來了（日语：竜馬がゆく#1997年版）（1997年、TBS、演：岡本健一）
- 新選組血風錄（日语：新選組血風録 (テレビドラマ)#1998年版）（1998年、ANB、演：杉山幸晴）
- 壬生義士傳 新選組最強的男人（日语：壬生義士伝#テレビドラマ）（2002年、TX、演：龜山忍（日语：亀山忍））
- 新選組！（2004年、NHK大河劇、演：增澤望（日语：増澤ノゾム））
- 龍馬來了（日语：竜馬がゆく#2004年版）（2004年、TX、演：山田純大）
- 篤姬（2008年、NHK大河劇、演：天原正道（日语：佐藤正浩））
- 龍馬傳（2010年、NHK大河劇、演：上川隆也）
- 大河劇所描繪的坂本龍馬真相（日语：大河ドラマが描かない坂本龍馬の真実）（2010年、NTV、演：柴田善行）
- 仁者俠醫（2011年、TBS、演：市川龜治郎（日语：市川猿之助 (4代目)））
- 我們的薩長同盟（日语：FNS27時間テレビ (2017年)）（2017年、CX、演：野村周平）
- 龍馬的遺言（2018年、NHK、演：山本浩司（日语：山本浩司 (俳優)））
- 西鄉殿（2018年、NHK大河劇、演：山口翔悟）
- 幕末相棒傳（日语：相棒_(五十嵐貴久の小説)#テレビドラマ）（2022年、NHK、演：和田正人）

遊戲
- 人中之龍 維新！（配音：山路和弘）